# امتياز المسيحية
الامتياز المسيحي هو نظام من المزايا أصبغ على المسيحيين في بعض المجتمعات. ينشأ هذا النظام من افتراض أن الاعتقاد في المسيحية هي القاعدة الاجتماعية السائدة، مما يؤدي إلى استبعاد اللادينيين وأتباع الديانات الأخرى من خلال التمييز الديني المؤسسي. الامتياز المسيحي يمكن أن يؤدي أيضًا إلى إهمال التراث الثقافي والممارسات الدينية للمجموعات الدينية الهامشية.